# Felipe Peixoto
Felipe dos Santos Peixoto (Niterói, 11 de abril de 1977) é um político brasileiro filiado ao Partido Social Democrático (PSD). Foi subsecretário regional de Icaraí, secretário regional das Praias Oceânicas, secretário de estado em duas pastas, deputado estadual do Rio de Janeiro por duas vezes, vereador de Niterói por três mandatos seguidos e também disputou três vezes a prefeitura de sua cidade natal.

## Biografia
Casado com Graziela e pai de Clara e Mariana, Felipe é formado em Administração pela Universidade Federal Fluminense (UFF), em Direito pela Unilasalle, e é especialista em Direito Público pela Escola Superior de Advocacia, da OAB, além de ter concluído MBA em Gestão de Projetos na Fundação Getulio Vargas. Começou sua vida política ainda na infância, com nove anos, no PDT, quando fundou um Comitê Mirim em apoio à campanha de Darcy Ribeiro a governador do Rio de Janeiro em 1986. A partir dali, militou no partido por 30 anos e obteve grandes conquistas. 
A adolescência de Felipe foi marcada pelo ativismo político e pela luta no Movimento Estudantil. Com 21 anos, foi convidado para o cargo de subsecretário regional de Icaraí. Nas eleições de 2000, disputou o cargo de vereador por Niterói pela primeira vez e obteve 3.018 votos, tornando-se o primeiro suplente do PDT. 

### Cronologia
Em 2008, concorreu novamente a câmara de vereadores de Niterói e recebeu 8.206 votos. Em 2010, foi eleito deputado estadual com 32.855 votos. No ano seguinte, assumiu a Secretaria de Estado de Desenvolvimento Regional, Abastecimento e Pesca (SEDRAP), onde implementou diversos projetos.[carece de fontes?] Deixou o cargo em 2012 para disputar a prefeitura de Niterói, retomando a cadeira de deputado na ALERJ.
Em 2015, assumiu a Secretaria de Estado de Saúde, deixando o cargo em dezembro do mesmo ano.
Em 2021, assumiu a suplência na Assembleia Legislativa do Rio de Janeiro e, posteriormente, a Coordenadoria de Cidade Inteligente da Prefeitura do Rio de Janeiro. Nas eleições de 2022, candidatou-se a deputado federal pelo estado do Rio de Janeiro, ficando como suplente ao receber pouco mais de 12 mil votos.
Em 2023, Felipe assumiu o cargo de Subsecretário de Estado de Energia e Economia do Mar, sendo demitido da pasta em 20 de agosto de 2024 por polêmicas envolvendo as eleições municipais daquele ano no Rio de Janeiro. No mesmo ano, deixou de concorrer à prefeitura de Niterói e anunciou apoio ao ex-adversário Rodrigo Neves (PDT), que acabou eleito. Em 18 de dezembro de 2024, Felipe foi anunciado como secretário executivo da prefeitura de Niterói na terceira gestão de Rodrigo, cargo que passou a exercer a partir de 1° de janeiro de 2025.

## Mandatos como vereador
Aos 23 anos, Felipe assumiu o mandato. Na Câmara, apresentou projetos voltados para os estudantes, como a luta pelo passe-livre, para a preservação das lagoas da Região Oceânica e para a retomada do processo de planejamento urbano. Deixou a Câmara Municipal em fins de 2002, com a volta de todos os vereadores eleitos pelo PDT aos seus mandatos.[carece de fontes?]
Aos 25 anos, assumiu a Secretaria Regional das Praias Oceânicas. Em abril de 2004, afastou-se do cargo para concorrer a um novo mandato de vereador, sendo eleito com 4.132 votos pelo PDT. No segundo mandato, presidiu a Comissão de Segurança Pública da Câmara Municipal, permanecendo até 2008, e também foi membro da Comissão de Urbanismo e Meio Ambiente.[carece de fontes?]
Nas eleições de 2008, recebeu 8.206 votos, sendo o vereador com maior número de votos da história de Niterói.[carece de fontes?]
Em janeiro de 2009, em seu terceiro mandato, presidiu a Comissão de Saúde e Desenvolvimento Social. Durante seu mandato, vistoriou as unidades públicas de saúde do município e produziu um relatório desta experiência. Também é autor da lei que cria o Conselho Municipal de Juventude e foi relator do projeto de lei que definiu as bases, no âmbito do município, do programa Minha Casa, Minha Vida.[carece de fontes?]

## Deputado estadual

### Eleições 2010
Felipe Peixoto foi candidato à Deputado estadual do Rio de Janeiro este ano pelo PDT, sendo eleito com 32.855 votos, porém, renunciou ao cargo de Deputado para assumir a Secretaria de Estado de Desenvolvimento Regional, Abastecimento e Pesca (SEDRAP), cargo que ocupou até junho de 2012, quando se candidatou a prefeito da cidade natal. Em 2013 reassumiu a SEDRAP. Em abril de 2014 retornou para a Alerj.

### Eleições 2018
Neste ano, novamente disputou as eleições para este cargo, ficando como suplente. Sendo assim, em de janeiro a julho de 2021, devido ao afastamento do Deputado Jorge Felipe Netto, Peixoto assume uma cadeira na Alerj outra vez.

## Candidatura à Deputado federal
Nas eleições gerais de 2022, Peixoto se candidatou ao cargo de Deputado federal pelo PSD porém, não foi eleito. 

## Poder Executivo
Em dezembro de 2010, Felipe assumiu a Secretaria de Desenvolvimento Regional, Abastecimento e Pesca (Sedrap), absorvendo a Fundação Instituto de Pesca do Estado do Rio de Janeiro (Fiperj) e a Central de Abastecimento (Ceasa). Implementou projetos importantes para o estado, especialmente para o Leste Fluminense.
Na Fiperj, inaugurou 12 escritórios regionais, implantou a Estatística Pesqueira e o Programa de Revitalização das Comunidades Pesqueiras, e desenvolveu o Projeto Cidade da Pesca. Na Ceasa, quitou a dívida do IPTU, lançou o Programa de Banco de Alimentos nas cinco unidades do estado, reformou a Caixotaria e inaugurou o Mercado de Flores e o Pavilhão da Couve-Flor.
Felipe também foi secretário de Saúde do governo em 2015. Deixou o cargo em dezembro de 2015, tendo criado a Corregedoria Geral, que descobriu desvios de materiais e medicamentos, entregou novas ambulâncias e 170 veículos para o combate ao Aedes aegypti, e inaugurou sete clínicas da família.
Em 2023, foi convidado para assumir o cargo de Subsecretário de Estado de Energia e Economia do Mar, ele aceitou o convito e assumiu o cargo. Entretanto, em 20 de agosto de 2024, por polêmicas envolvendo eleição municipal ele foi afastado do cargo.

## Candidaturas à Prefeito de Niterói

### Eleições 2012
Nesse ano, Felipe se afastou da Sedrap por seis meses para concorrer à prefeitura de Niterói pelo PDT. Ele ficou em segundo lugar com 47,45% (119.205 votos) dos 251.206 votos válidos no segundo turno.

### Eleições 2016
Neste ano, ele foi novamente candidato, dessa vez pelo PSB. Recebeu 41,41% (92.205 votos) dos 222.678 votos válidos no segundo turno, ficando em segundo lugar novamente, em um cenário considerado como empate técnico.

### Eleições 2020
Pela terceira vez, Felipe concorreu à prefeitura de Niterói pelo PSD, ficando em quarto lugar com 7,20% (17.469 votos) dos 241.995 votos válidos na cidade.